# رز (نمین)

## جغرافیا
رَز روستایی است که در استان اردبیل، شهرستان نمین، بخش ویلکیج، دهستان ویلکیج جنوبی و در طول جغرافیایی  َ٣٨ َْ۴٨ و عرض جغرافیایی َ١٢ َْ٣٨ و ارتفاع متوسط ١۴۶٠متر قرار دارد.
سرزمینی دره‌ای و سرد و خشک می‌باشد و در ٣١کیلومتری خاور اردبیل واقع شده است.
این روستا از سمت شمال به روستای سقزچی و از سمت جنوب‌شرقی به قریه تفیه متصل گردیده و از طرف مشرق به روستای حور منتهی میگردد.

## دین و مذهب
اهالی این روستا به دین اسلام گرایش دارند و شیعه و سنی می باشند.

## جمعیت
بر اساس سرشماری سال ۱۳۸۵ جمعیت این روستا ۳۱۰ نفر با ۶۰ خانوار بوده‌است که امروزه با زیادی مهاجرت به شهر‌ها جمعیت روستا رو به کاهش است.

## کشاورزی
در این روستا باغ‌های فراوانی از جمله باغ گیلاس‌سیاه، آلبالو، گیلاس معمولی، گلابی چشم می‌خورد.
البته میوه‌های این روستا به این‌ها ختم نمی‌شود بلکه میوه‌های دیگری از جمله سیب‌فصلی (تابستان)، گوجه سبز ، زرد آلو، گردو، فندق، انگور و به است.
میوه‌های ذکر شده دارای باغ‌های اختصاصی نیستند و درخت آن‌ها در باغ‌هایی که در بالا ذکر شد هستند.
لازم به ذکر است معروفترین و بزرگترین باغات این منطقه معروف به نام های خان باغی و باغ حاج دره  در فصل بهار و تابستان مقصد گردشگران و اهالی شهرهای اطراف می‌باشند.